# Missnöjesrörelsen
Missnöjesrörelsen, musikalbum med det svenska punkbandet Sista skriket, kom ut 2007.

## Låtarna på albumet
1. Svärje (1.36)
2. Väktare förena er! (3.00)
3. Lurendrejeri. (3.07)
4. Finkulturen skall brinna! (2.10)
5. Tillsammans är vi starka! (2.27)
6. Karriärhysteri. (1.25)
7. GBG city. (2.41)
8. Politisk korrekt. (2.39)
9. Lilla rika flicka. (0.21)
10. Vi ska bilda våran egen allians. (2.22)
11. Skivindustrin. (2.27)
12. Det är dags att ta tillbaka våra liv! (2.16)
13. Hela skiten är en jävla zombie! (1.15)
14. Med ett knutet hjärta. (6.09)